# Torrent de Bresson
Pour les articles homonymes, voir Bresson.
Ne pas confondre avec le ruisseau de Montavie qui coule à Bresson, dans l'agglomération de Grenoble.
Le torrent de Bresson ou ruisseau de Bresson est un cours d'eau de France situé en Isère, au nord-est de Grenoble et au sud de Chambéry, dans le massif de la Chartreuse, et qui conflue avec l'Isère dans le Grésivaudan. Il reçoit les eaux du ruisseau de l'Enversin juste après que celui-ci a formé une cascade. Le canal de la Chantourne qui longe l'Isère en rive droite débute au torrent de Bresson juste avant sa confluence avec la rivière.